# Fjärde armén (Storbritannien)
Den fjärde armén (The Fourth Army) var en fältarmé som var del av British Expeditionary Force under Första världskriget. Den fjärde armen skapades den 5 februari 1916 under ledning av General Sir Henry Rawlinson för att utföra huvuddelen av Storbritanniens deltagande i Slaget vid Somme.

## Första Världskriget

### Historia
Den fjärde armén skapades den 5 februari 1916 under ledning av General Sir Henry Rawlinson. Elva divisioner från fjärde armén attackerade den tyska armén längs Albert–Bapaume-vägen på den första dagen av slaget vid Somme. Frammarschen blev helt besegrad i den norra sektorn, så den fjärde arméns senare manövrar var koncentrerade på den södra sektorn, och kontrollen av den norra sektorn överlämnades till reservarmén.
Planen för den fjärde armén under Tredje slaget vid Ypern (31 juli – 10 november 1917), var att utföra Operation Hush, en landstigningsinvasion av den belgiska kusten. När tyskarna hade tvingats ner från Passchendaele–Westroosebeke-åsen och en frammarsch vid Roulers och Thourout hade gjorts, skulle XV Corps utföra landstigningen. När striderna vid Ypres blev mer stillastående skickades den fjärde arméns divisioner som förstärkningar till dess att den i praktiken var upplöst.
Den fjärde armén återskapades tidigt 1918, återigen under Rawlinson, efter tillintetgörandet och den följande upplösningen av den femte armén under den tyska offensiven, Operation Michael.
Den fjärde armén ledde den brittiska Hundradagarsoffensiven som började när slaget vid Amiens var över i och med Vapenstilleståndet i Compiègneskogen.

## Andra Världskriget
I andra världskriget stred ingen brittisk fjärde armé, men den var en del i avledningsoperationerna Operation Cockade och senare Operation Fortitude North. De gick ut på att man försökte få tyskarna att tro att den fjärde armén fanns, hade huvudkontor i Edinburgh Castle och förberedde sig att invadera Norge. Detta lyckades dra till sig och hålla bort tyska trupper från den verkliga invasionen av Normandie. Den fjärde armén utgjorde en del i den fiktiva First United States Army Group (FUSAG) i 'Fortitude South'-operationens påföljande hot mot Pas de Calais. Efter Operation Market Garden fick den fjärde armén i uppgift att utföra fiktiva landstigningsattacker mot Nederlandskusten och därefter en mot den tyska kusten, kallad Operation Trolleybar. Dessa avledningsoperationer avslutades i januari 1945.